# 特定粉じん作業者
特定粉じん作業者（とくていふんじんさぎょうしゃ）とは、粉じん作業特別教育を修了した者。

## 概要
- 特定粉じん作業（粉じん則第2条1項3号：設備による注水又は注油をしながら行う粉じん則第3条各号に掲げる作業に該当するものを除く）に係る業務

## 受講資格
- 満18歳以上

## 特別教育
- 各講習機関により違う。
- 告示で規定された履修時間は4時間30分（以上）となっている。

### 講習科目
1. 粉じんの発散防止および作業場の換気方法（1時間）
2. 作業場の管理（1時間）
3. 呼吸用保護具の使用方法（0.5時間）
4. 粉じんによる疾病および健康管理（1時間）
5. 関係法令（1時間）

## 特定粉じん作業
- 以下のような場所において｢特定粉じん発生源｣を発生源とする粉じん作業を行う。
  - 坑内において、鉱物等を動力により掘削する箇所
  - 鉱物等を動力により破砕し、粉砕し、又はふるいわける箇所
  - 鉱物等をずり積機等車両系建設機械により積み込み、又は積み卸す箇所
  - 鉱物等をコンベヤー(ポータブルコンベヤーを除く。以下同じ。)へ積み込み、又はコンベヤーから積み卸す箇所(前号に掲げる箇所を除く。)
  - 屋内の、岩石又は鉱物を動力(手持式又は可搬式によるものを除く。)により裁断し、彫り、又は仕上げする箇所
  - 屋内の、研ま材の吹き付けにより研まし、又は岩石若しくは鉱物を彫る箇所
  - 屋内の、研ま材を用いて動力(手持式又は可搬式によるものを除く。)により、岩石、鉱物若しくは金属を研まし、若しくはばり取りし、又は金属を裁断する箇所
  - 屋内の、鉱物等、炭素原料又はアルミニウムはくを動力(手持式動力工具によるものを除く。)により破砕し、粉砕し、又はふるいわける箇所
  - 屋内の、セメント、フライアッシュ又は粉状の鉱石、炭素原料、炭素製品、アルミニウム若しくは酸化チタンを袋詰めする箇所
  - 屋内の、粉状の鉱石又は炭素原料又はこれらを含む物を混合し、混入し、又は散布する箇所
  - 屋内の、原料を混合する箇所
  - 耐火レンガ又はタイルを製造する工程において、屋内の、原料(湿潤なものを除く。)を動力により成形する箇所
  - 屋内の、半製品又は製品を動力(手持式動力工具によるものを除く。)により仕上げる箇所
  - 屋内の、型ばらし装置を用いて砂型をこわし、若しくは砂落としし、又は動力(手持式動力工具によるものを除く。)により砂を再生し、砂を混練し、若しくは鋳ばり等を削り取る箇所
  - 屋内の、手持式溶射機を用いないで金属を溶射する箇所